# Nemaliineae
Nemaliineae, podred crvenih algi, dio reda Nemaliales
Opisan je 2016. godine a sastoji se od tri porodice s ukupno 15 vrsta.

## Porodice
1. Liagoropsidaceae S.-M.Lin, Rodríguez-Prieto & Huisman
2. Nemaliaceae De Toni & Levi
3. Yamadaellaceae S.-M.Lin, Rodríguez-Prieto & J.M.Huisman